# Děrkavka poduškovitá
Děrkavka poduškovitá (Grimmia pulvinata) je běžný mech antropogenních stanovišť, jako jsou zdi a střechy, přirozeně se vyskytuje na bazických skalách. Vytváří husté, bochánkovité polštáře, za sucha zbarvené do šeda díky přítomnosti dlouhých chlupů.

## Znaky
Lodyžka je 0,7 až 2 (výjimečně 5) cm vysoká. Lístky jsou za sucha přitisklé, někdy stočené, za vlhka odstávající, na průřezu nepatrně kýlnaté, s poměrně široce zakončenou špičkou a s ohrnutými okraji. Žebro vybíhá v dlouhý zoubkatý bezbarvý chlup. Elipsoidní tobolka vyrůstá na obloukovitě zahnutém štětu, je cca 1,5 mm dlouhá, podélně rýhovaná, s dlouhým zobánkatým víčkem.

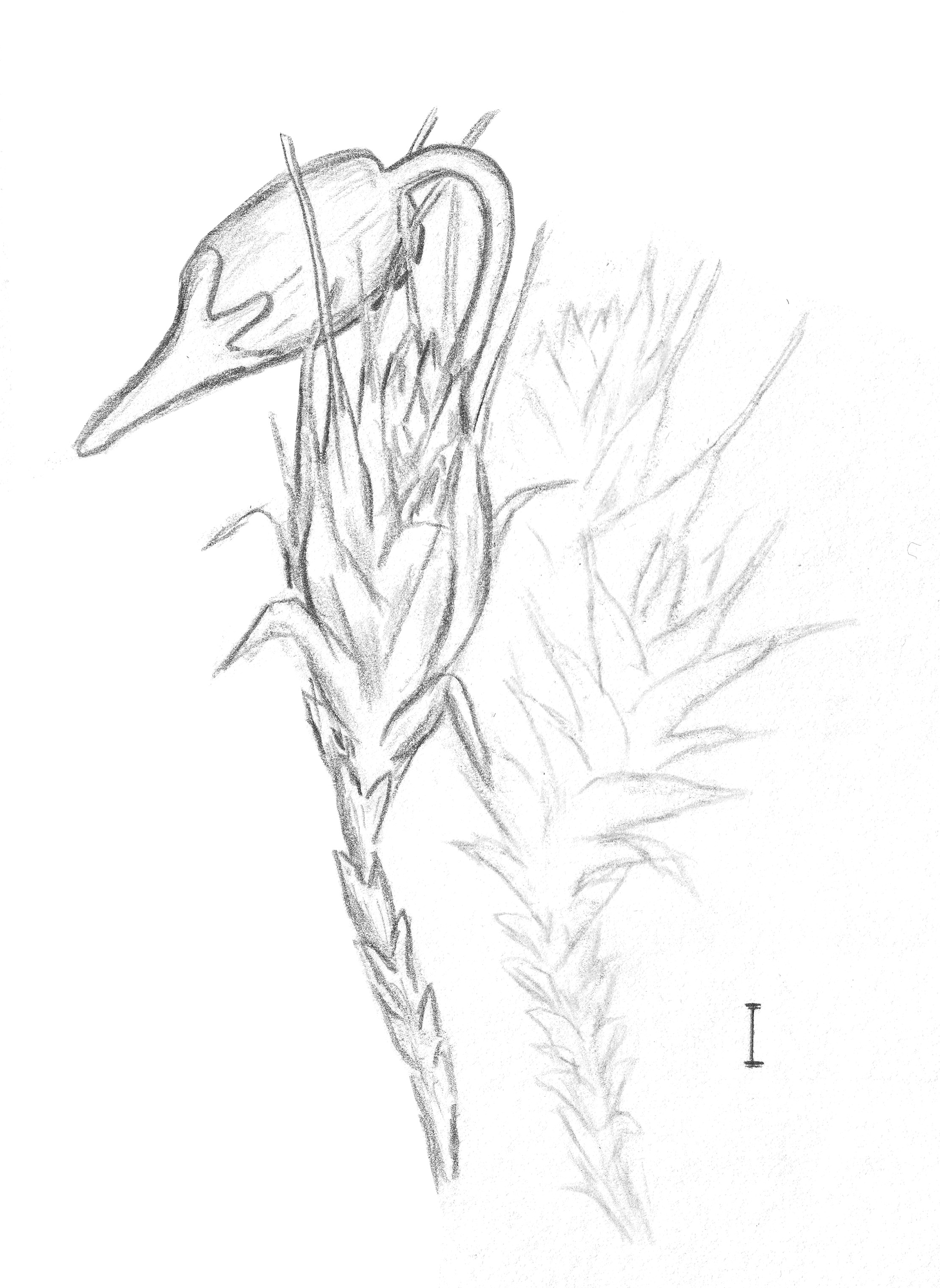
Děrkavka poduškovitá (Grimmia pulvinata)

## Možnost záměny
Záměna je možná pouze s příbuzným druhem děrkavkou kulatou (Grimmia orbicularis), od které se liší v mikroskopických znacích (tvar bazálních buněk, počet vrstev buněk na okraji lístku).
Zmíněná děrkavka kulatá se však na území České republiky vyskytuje pouze vzácně, hojnější je na bazických skalách v xerotermních oblastech Čech a Moravy (Český kras, Dolní Povltaví, Moravský kras, okolí Mukulova aj.).

## Stanoviště
Původním biotopem děrkavky poduškovité jsou výslunné bazické skály nižších a středních poloh, velmi často však osidluje sekundární substráty antropogenního původu (zdivo, beton).

## Rozšíření
Hojná na celém území ČR.